# Chiesa dei Santi Lorenzo e Michele
La chiesa dei Santi Lorenzo e Michele è un luogo di culto cattolico dalle forme barocche situato in via Brigata Alpina Julia 43 a Monchio delle Corti, in provincia e diocesi di Parma; è sede di una parrocchia compresa nella zona pastorale della Montagna.

## Storia
Il luogo di culto originario fu edificato in epoca medievale in località Lamoni; la più antica testimonianza dell'esistenza della capella del Monte, dipendente dalla pieve di San Vincenzo e appartenente al Capitolo della Cattedrale di Parma, risale infatti al 1230.
Nel 1327 fu menzionato per la prima volta il santo titolare della chiesa Lorenzo.
Nei primissimi anni del XV secolo una frana distrusse la Jéza vécia e nel 1411 furono avviati i lavori di ricostruzione dell'edificio in un luogo più sicuro, distante circa 150 m verso sud. La nuova chiesa, con facciata a ovest, fu solennemente consacrata il 22 giugno del 1536.
Nel 1564 il luogo di culto divenne sede di parrocchia.
Nel 1638 l'edificio fu profondamente modificato, ribaltando l'orientamento originario: la facciata fu ricostruita a est verso valle, mentre il presbiterio fu spostato sul lato opposto; negli anni seguenti fu inoltre realizzato il portale d'ingresso architravato.
Nel 1675 il campanile adiacente al lato meridionale della chiesa crollò parzialmente; l'anno seguente furono avviati i lavori di ricostruzione, che furono completati nel 1700; nel frattempo, nel 1690 gli interni del tempio furono ristrutturati in stile barocco per volere dell'arciprete Alessandro Leni.
Nel 1834 la chiesa fu intitolata anche a san Michele arcangelo, al quale era in precedenza dedicata una cappella nei dintorni, edificata tra il 1637 e il 1673 e distrutta in epoca ignota.
Tra il 1923 e il 1925 fu edificata la nuova sacrestia a fianco del tempio.
Nel 1954 la facciata fu intonacata e modificata sostituendo la finestra centrale con un rosone.
Nel 1983 il presbiterio fu risistemato in base alle prescrizioni del concilio Vaticano II, spostando l'altare al centro e sostituendo il coro con una balaustra.

## Descrizione

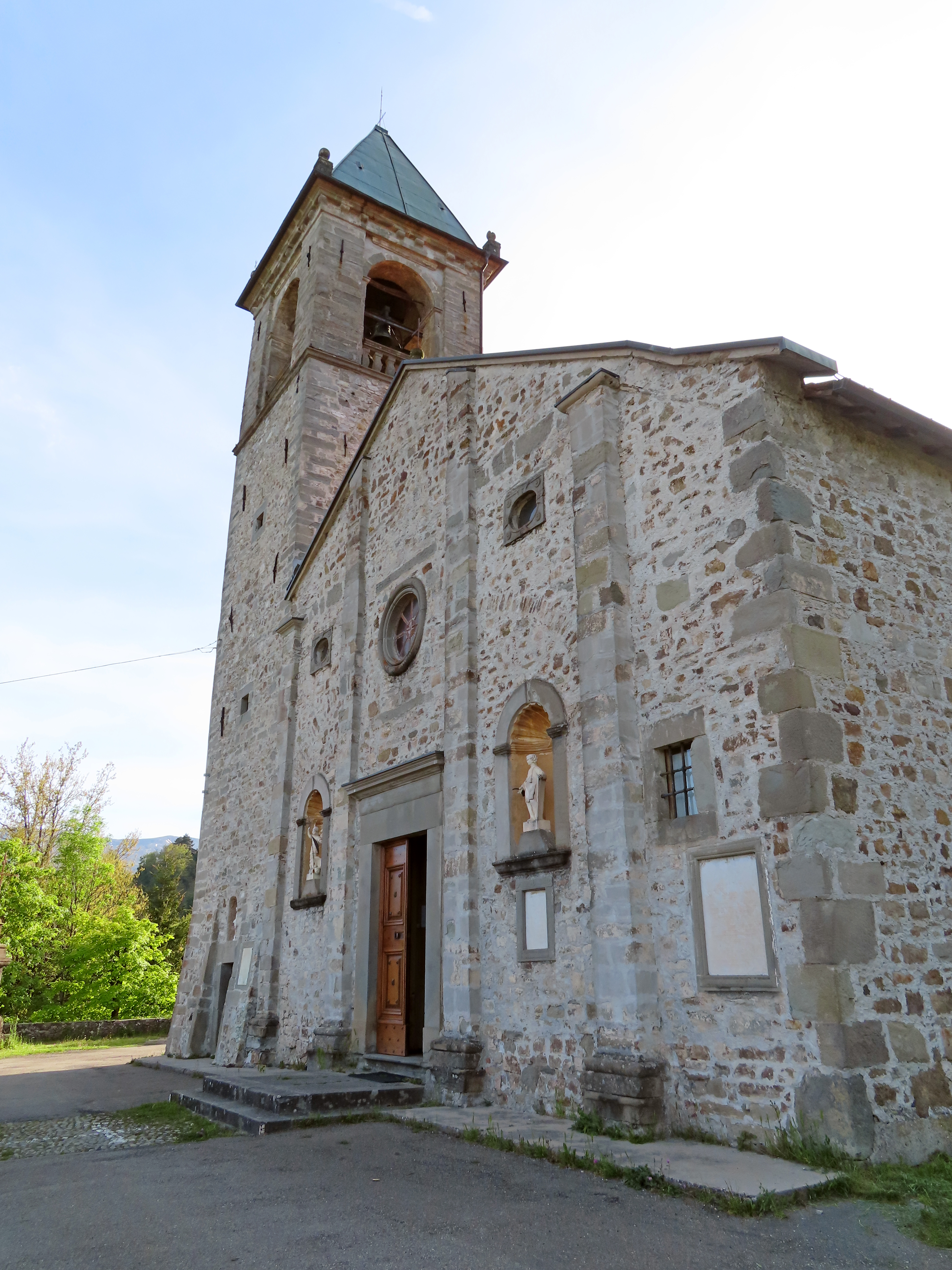
Facciata

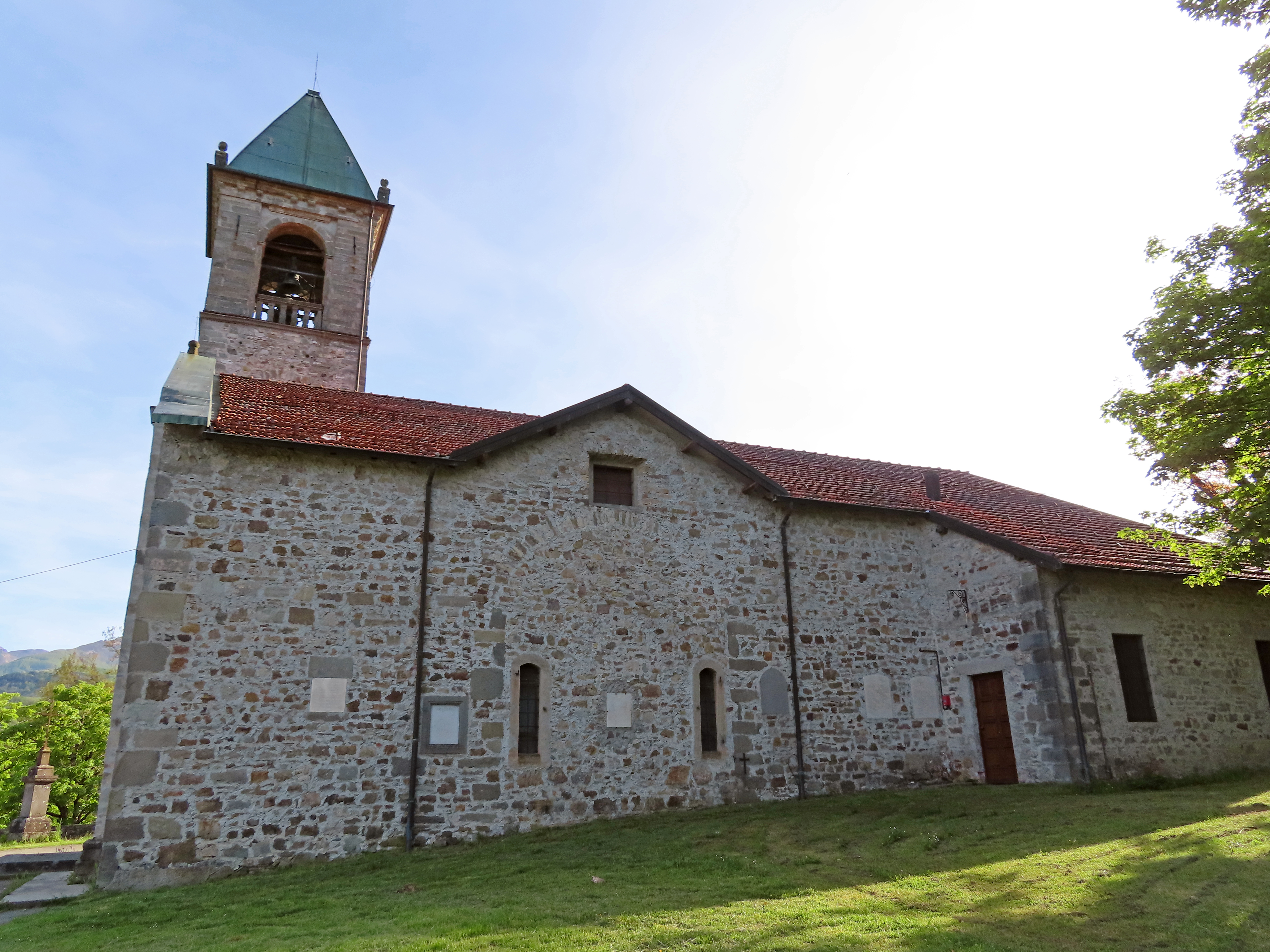
Lato nord

La chiesa si sviluppa su una pianta a navata unica affiancata da tre cappelle per lato, con ingresso a est e presbiterio a ovest.
La facciata a capanna, interamente rivestita in pietra come il resto dell'edificio, è simmetricamente scandita da quattro lesene d'ordine gigante, di cui le due più esterne coronate da sottili capitelli dorici. Al centro è collocato il portale d'ingresso, inquadrato da una cornice in arenaria e sormontato da un architrave in aggetto; il portone in legno, arricchito da formelle, fu realizzato nella prima metà del XVII secolo probabilmente dagli intagliatori Antonio e Francesco Domenico Ceccati; più in alto si apre un rosone, delimitato da una cornice modanata. Ai lati sono poste due nicchie ad arco a tutto sesto, ornate in sommità con un motivo a conchiglia; al loro interno si trovano le statue marmoree di San Lorenzo e San Michele, originariamente ospitate all'interno del tempio; più in alto si aprono due piccoli oculi di forma ellittica, inquadrati da cornici rettangolari ornate con altorilievi.

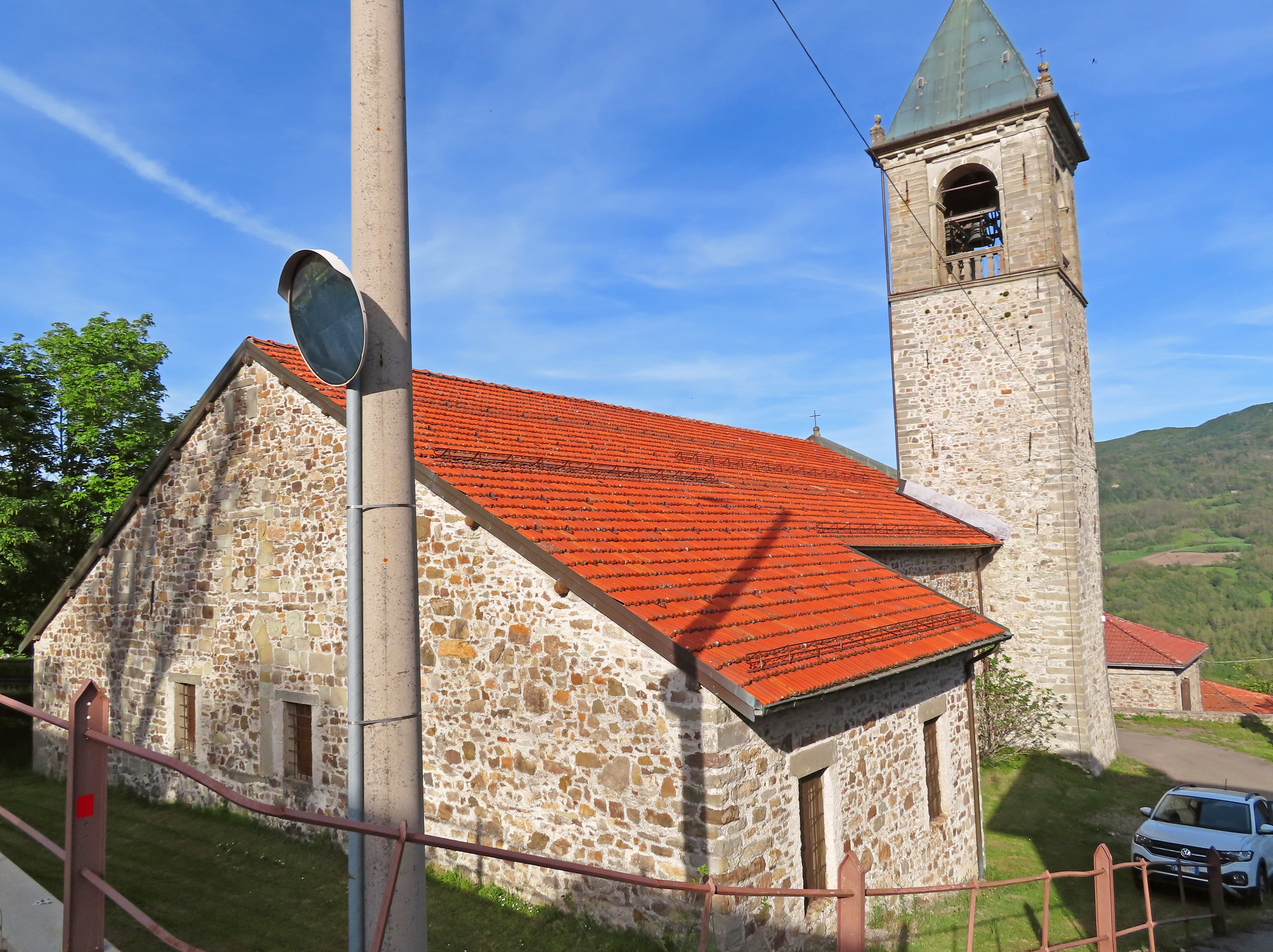
Retro e lato sud

Sulla sinistra si eleva in continuità col prospetto principale il campanile in pietra, con contrafforti alla base; al centro si apre il portale d'ingresso delimitato da due piedritti in arenaria a sostegno di un massiccio architrave, sormontato da una nicchia contenente la statua della Madonna; la cella campanaria si affaccia sui quattro lati attraverso ampie monofore balaustrate ad arco a tutto sesto; in sommità si staglia la guglia piramidale in metallo di coronamento.
Dai fianchi, che mostrano le tracce delle modifiche subite dall'edificio nei secoli, aggettano le due sagrestie; quella a nord, detta sagrestia vecchia, è accessibile attraverso un portale chiuso da due ante lignee intagliate, anch'esse attribuite ad Antonio e Francesco Domenico Ceccati; quella a sud, detta sagrestia nuova, è caratterizzata dal portale con cornice in arenaria, sormontato da un architrave con l'epigrafe che testimonia la consacrazione del tempio nel 1536.

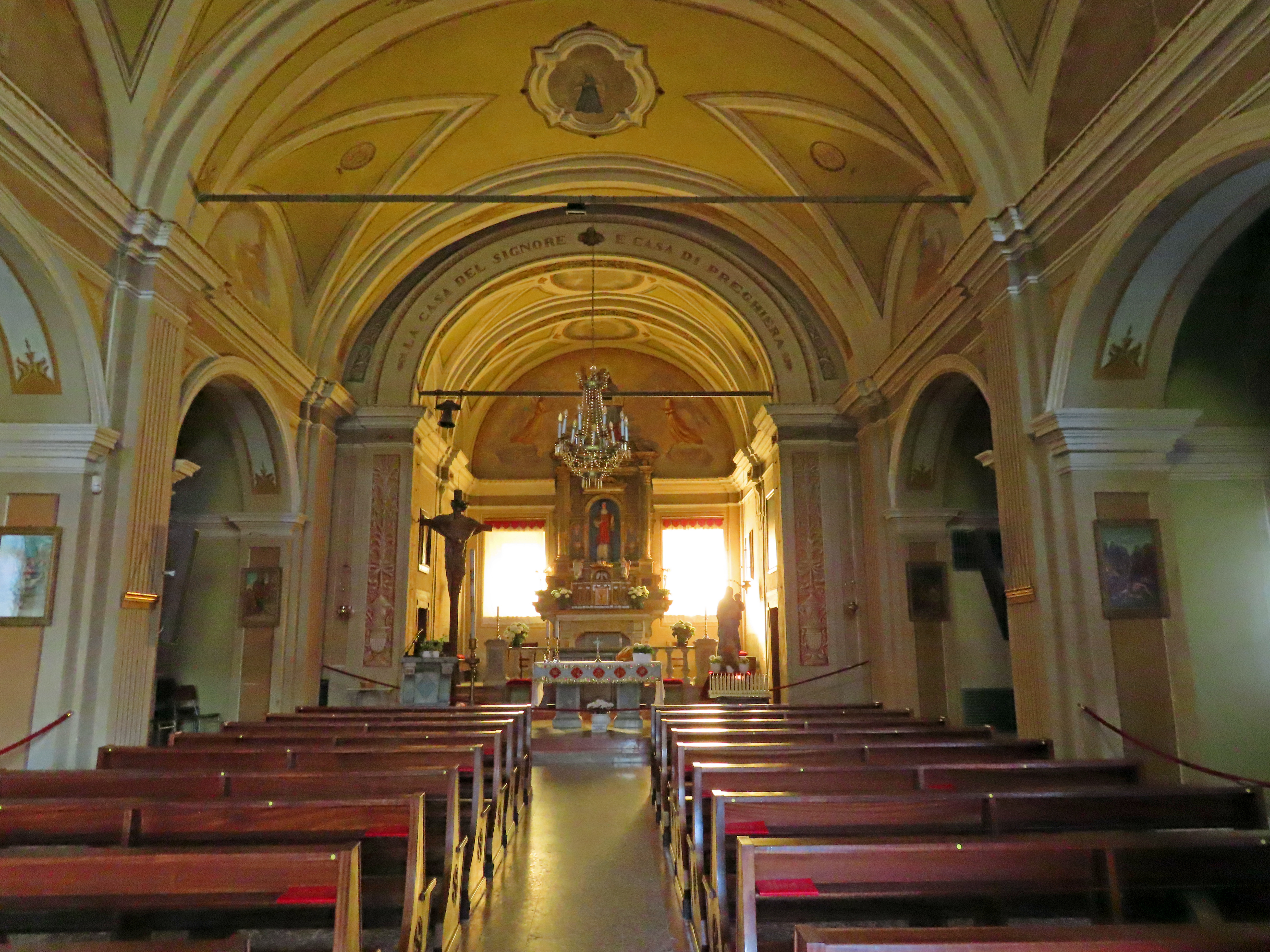
Navata

All'interno la navata, coperta da tre volte a crociera riccamente dipinte, è affiancata da una serie di lesene coronate da capitelli dorici, a sostegno del cornicione perimetrale in aggetto; ampie arcate a tutto sesto danno accesso alle cappelle laterali, chiuse superiormente da volte a botte.
Il presbiterio, lievemente sopraelevato, è preceduto dall'arco trionfale retto da pilastri decorati; l'ambiente, coperto da una volta a botte affrescata, è illuminato da due finestroni rettangolari sul fondo; al centro si innalza l'altare maggiore, con tabernacolo settecentesco riccamente intagliato e argentato; l'ancona lignea seicentesca, affiancata da due colonne corinzie a sostegno del frontone triangolare spezzato, delimita varie specchiature contenenti formelle dipinte e tre simmetriche nicchie, di cui la centrale molto ampia; all'interno di quest'ultima si staglia la statua in stucco policromo raffigurante San Lorenzo. Dell'antico coro, smembrato nel 1983, si conservano due seggi utilizzati per i celebranti.

### Cappelle

#### Cappelle del lato destro
La prima cappella del lato destro, intitolata a sant'Antonio da Padova, accoglie un altare in stucco policromo, sormontato da un'ancona con lesene coronate da capitelli a sostegno del frontone spezzato curvilineo con conchiglia centrale; all'interno si staglia, dentro una cornice mistilinea dorata, la statua lignea di Sant'Antonio da Padova.
La seconda cappella, adibita a battistero, ospita un altare in marmi policromi, retto da colonne ioniche e ornato con un paliotto in marmo di Carrara scolpito con bassorilievi; davanti alla mensa si erge il fonte battesimale in marmo bianco. Sulla parete di fondo si staglia, all'interno di una cornice lignea ornata con quattro gigli farnesiani, il pregevole olio su tela rappresentante il Battesimo di Cristo, dipinto probabilmente da Pier Antonio Bernabei nel 1602 e donato dalla famiglia de' Polaroli.
La terza cappella, intitolata alla beata Vergine del Rosario, accoglie un altare in marmi policromi, sormontato da due ripiani e dall'ancona in legno intagliato e dorato; al suo interno è collocata una statua lignea dipinta, raffigurante la Beata Vergine del Rosario.

#### Cappelle del lato sinistro
La prima cappella del lato sinistro, intitolata a san Michele arcangelo, ospita un altare in arenaria raggiungibile salendo due gradini realizzati con pietre di reimpiego, provenienti da un fonte battesimale del 1684 smembrato e parzialmente disperso; in sommità si staglia una statua in stucco dipinto raffigurante San Michele arcangelo, realizzata nel 1964 da Giuseppe Stuflesser.
La seconda cappella, dedicata al Sacro Cuore, accoglie un altare marmoreo con paliotto, similare a quello della cappella del lato opposto; sul fondo si staglia, all'interno di una cornice uguale a quella di fronte, la pala rappresentante il Compianto sul Cristo morto, dipinta nel 1600 su commissione della famiglia de' Polaroli.
La terza cappella, intitolata a san Giuseppe, accoglie un altare in marmi policromi uguale a quello della cappella del lato opposto; all'interno dell'ancona in legno intagliato e dorato è collocata una statua in legno dipinto, raffigurante San Giuseppe.

### Sagrestia nuova
La sagrestia nuova conserva i paramenti sacri della parrocchia, tra cui un crocifisso settecentesco in legno, sei candelieri e una croce d'altare seicenteschi in ottone, un turibolo, una navetta portaincenso e un ostensorio del 1799 in argento, un piccolo capitello in arenaria risalente al XII o XIII secolo utilizzato come portacroce e un incunabolo veneziano del 1546.